# Каприоло
Каприо̀ло (на италиански: Capriolo, на източноломбардски: Cavriöl, Кавриол) е град и община в Северна Италия, провинция Бреша, регион Ломбардия. Разположен е на 218 m надморска височина. Населението на общината е 9357 души (към 2013 г.).